# Ishikawa Ongakudō
Résidence
L'Ishikawa Ongakudō (石川県立音楽堂, Ishikawa kenritsu ongakudō) est une salle de concert située à Kanazawa dans la préfecture d'Ishikawa au Japon. 

## Caractéristiques
Inauguré en 2001, l'Ishikawa Ongakudō dispose de deux principales salles de concert : la salle de style boîte à chaussure, qui compte 1 560 places et la salle Hōgaku d'une capacité de 720 sièges pour la musique japonaise traditionnelle, le kabuki et le bunraku,,. Les murs de l'auditorium principal sont recouverts de urushi. Yoshinobu Ashihara est l'architecte avec une installation acoustique de Nagata Acoustics qui a testé son concept avec un modèle à l'échelle 1:10,. L'orgue, avec soixante-neuf jeux répartis sur quatre claviers et pédalier, est de Karl Schuke (de). L'Ensemble orchestral Kanazawa en est l'orchestre résident.

## Source de la traduction
- (en) Cet article est partiellement ou en totalité issu de l’article de Wikipédia en anglais intitulé « Ishikawa Ongakudō » (voir la liste des auteurs).